# 国際法協会
国際法協会（英語: The International Law Association、ILA）はイギリスのロンドンに本拠を置く非営利法人。協会の憲章によれば「国際法に関する研究並びに国際法の明文化及び開発」、「国際社会における国際法の理解と遵守の支援」を目的とする。

## 沿革
国際法協会は1873年、ドイツ帝国下のベルギーのブリュッセルにおいて設立された。当初の名称である「国法の改革と成文化のための協会」は、1890年に共同海損に関する国際規定としてヨーク・アントワープ規則を発表した。1895年に「国際法協会」と改称され、1897年には、協会を母体として万国海法会が創設された。

## 機能
国際法の分野で世界でもっとも古くから運営されている団体であり、国際的な非営利法人として、国際連合諮問機関の地位を得ている。国際連合には多くの専門組織があるが、現在の国際法協会には活動中の委員会が20、研究グループが8つある。グループはそれぞれのテーマを持ち、国際私法及び国際公法を分析する。
それぞれのグループの決議は年に数回、協会のメンバーに報告されている。
活動中の会員数は4500人以上で、法律実務家や学術団体の会員、政府職員や裁判官から、法律家でない商工業・金融の専門家、運送業団体や仲裁機関の代表者、商工会議所の代表者などもいる。
協会の資料は協会の初期のものから今世紀のものまで、ロンドン大学高等法学研究所に保管されている。

## 世界大会
1年おき（2年に1度）開催される世界大会では、国際社会に用立てるための国際法協会報告書が発行される。
2018年8月にオーストラリアのシドニーで開催された第78回世界大会では、メンバーにも公職メンバーと同様の参加が認められた。2020年8月23日から27日に予定されている第79回世界大会は、2020年東京オリンピックに続き京都で開催されることになっていたが、コロナウイルス感染症の世界的パンデミックにより、延期することが発表された。

## 支部
協会が運営する支部は63つあり、地域ごとに設置されているものの1つの国に1支部となっている場合が多い。
ある地域に支部が存在しない場合は、その地域の公職であるメンバーが協会本部のメンバーを兼ねる。
日本支部は1920年12月13日に設立された。現在の代表理事は外務官僚で国際海洋法裁判所裁判官の柳井俊二（2018年 - 現職）。
日本支部のこれまでの主な会員
- 小和田恆
- 岩澤雄司
- 正木靖
- 池原季雄
- 松井芳郎
- 太寿堂鼎
- 中谷和弘
- 安達峰一郎
- 波多野里望
- 道垣内正人
- 皆川洸
- 松岡博
- 久保岩太郎
- 酒井啓亘
- 大平善梧
- 森肇志
- 佐野寛
- 水島朋則
- 坂巻静佳